# Claude Dejoux
Pour les articles homonymes, voir Dejoux.
Claude Dejoux, né le 23 janvier 1732 à Vadans et mort le 18 octobre 1816 à Paris, est un sculpteur français.

## Biographie

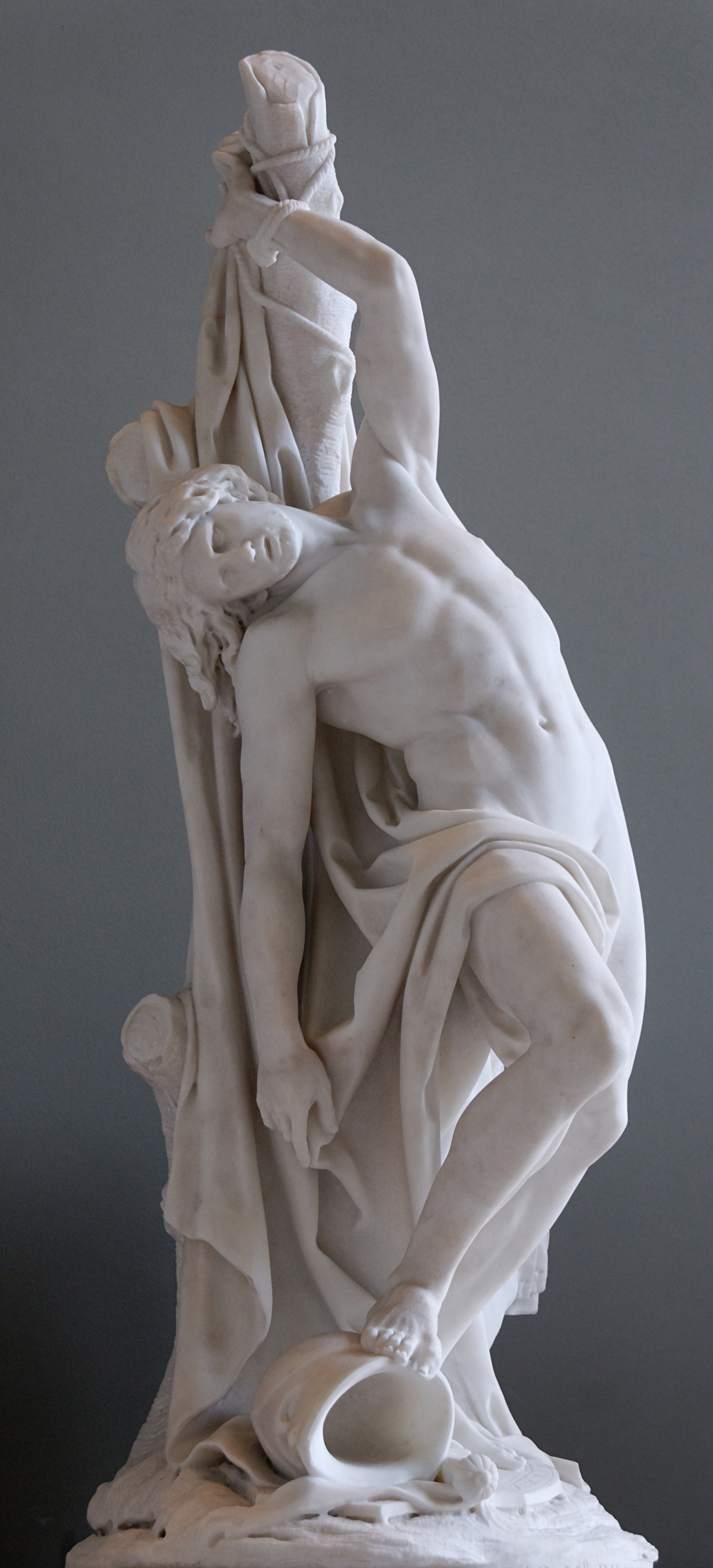
Saint Sébastien (1778), Paris, musée du Louvre. Morceau de réception pour l'Académie.

Après avoir obtenu un deuxième prix à l'Académie de peinture et de sculpture de Marseille, Claude Dejoux intègre, à Paris, l'atelier de Guillaume Coustou (fils) où il fait la connaissance du sculpteur Pierre Julien. Ils partiront ensemble pour Rome en 1768 et resteront ensuite en relation tout au long de leur vie.
Agréé par l'Académie en 1778, il est nommé l'année suivante académicien avec une statuette en marbre de Saint Sébastien. Tout en exposant au Salon, Dejoux contribue à l'embellissement de nombre de bâtiments de la capitale comme le palais Bourbon, l'église Sainte-Geneviève ou le pavillon de Flore du palais du Louvre. 
Obtenant la charge de l'entretien des sculptures des Tuileries et du château de Versailles, Claude Dejoux est nommé à l'Institut en 1795. 
Nommé professeur à l'École des beaux-arts de Paris le 10 mai 1806, il sera remplacé par Pierre-Narcisse Guérin le 27 novembre 1816.
Il meurt le 18 octobre 1816 et est enterré à Paris au cimetière du Père-Lachaise (45e division), avant d'être transféré au cimetière de Montmartre (32e division) le 17 novembre 1847.

## Œuvres dans les collections publiques
- Paris :
  - musée du Louvre :
    - Saint Sébastien, 1779, statuette en marbre[6] ;
    - Portrait de Marie-Christine Brignole, princesse de Monaco, 1783, buste en terre cuite[7].

  - palais du Louvre, façade du pavillon de Flore : Charité, 1788, bas-relief en marbre. Détruite durant le Second Empire, un fragment de cette œuvre a été intégrée au Monument au curé Dubuisson de l'église de Magny-en-Vexin (Val-d'Oise).
  - place des Victoires : Monument au général Desaix, 1808. Détruit en 1814.
- Blérancourt :
  - Musée national de la coopération franco-américaine :
    - Buste de Benjamin Franklin, plâtre patiné, 1777 [8] ;

## Élèves
- Charles-Stanislas Canlers
- Charles-René Laitié
- François-Frédéric Lemot

## Hommages
Une place de Vadans, son village natal, porte son nom.

### Source
- Skulptur aus dem Louvre. Sculptures françaises néo-classiques. 1760-1830, [catalogue d'exposition], Paris, musée du Louvre, 23 mai-3 septembre 1990.